# Cancellothyris
Cancellothyris is een geslacht van brachiopoden, dat fossiel bekend is vanaf het Mioceen. Tegenwoordig zijn er van dit geslacht nog meerdere soorten in leven.

## Beschrijving
Deze 2 cm lange brachiopode kenmerkt zich door de eivormige schelp met bolle kleppen, waarop zich een sculptuur heeft gevormd van groeistrepen en talrijke smalle costae (ribben). Een ander kenmerk is de korte, maar uitgebreide interarea (het klepdeel tussen wervel en slot), die afgeknot lijkt vanwege de forse steelopening. Tamelijk grote exemplaren kunnen worden aangetroffen met een lage plooi op de armklep en een daarbij behorende ondiepe sulcus (verdiept gedeelte van het buitenoppervlak) in de steelklep.

## Leefwijze
Dit geslacht leeft meestal in groepsverband en bewoont ondiepe wateren bij rotskusten en in rotsspleten. Met zijn krachtige pedunculus hecht het zich vast op een harde ondergrond.